# Stefan Kostrzewski
Stefan Franciszek Kostrzewski (ur. 4 sierpnia 1902 w Łodzi, zm. 24 lutego 1999 w Cambridge w Kanadzie) – polski lekkoatleta, koszykarz, wielokrotny mistrz i rekordzista Polski, dwukrotny olimpijczyk.

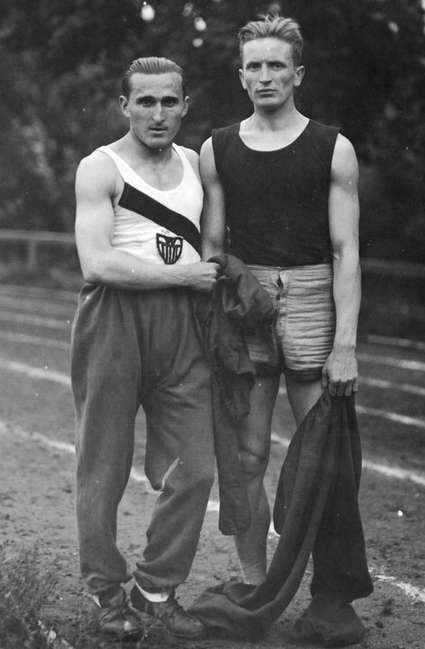
Stefan Kostrzewski (po prawej) i Janusz Kusociński

## Życiorys
Urodził się 4 sierpnia 1902 w Łodzi jako syn Stanisława i Stanisławy z Lewandowskich. W 1912 rozpoczął naukę w Państwowym Gimnazjum Humanistycznym im Mikołaja Kopernika w Łodzi. Pod koniec 1918 przerwał naukę w gimnazjum i wstąpił do Wojska Polskiego. Brał udział w wojnie polsko-bolszewickiej. Od 12 sierpnia do 3 września brał udział w walkach pod Janowem, Borkowem, Nowym Miastem, Makowem, Przasnyszem, Chorzelami i Myszyńcem. W czerwcu 1922 zdał egzaminy i rozpoczął studia na wydziale architektury Politechniki Warszawskiej. Studiował do początku lat trzydziestych nie uzyskując dyplomu inżyniera architekta. Od 1 października 1929 do 30 czerwca 1930 odbywał służbę wojskową. Ukończył z pierwszą lokatą szkołę podchorążych rezerwy piechoty w Śremie. Z dniem 1933 został awansowany na stopień podporucznika. W latach trzydziestych pracował w ministerstwie przemysłu i handlu.

### Kariera sportowa
Sport zaczął uprawiać na początku lat dwudziestych. Był wychowankiem Łódzkiego Klubu Sportowego (pierwszy mistrz Polski w barwach tego klubu), w którym startował w latach 1920–1923. W  latach 1923–1937 reprezentował barwy AZS Warszawa. W barwach AZS Warszawa po raz pierwszy wystąpił 28 października 1923. Z tym klubem był związany do końca kariery. Był biegaczem, który z powodzeniem startował na różnych dystansach. Dwadzieścia siedem razy zdobywał tytuł mistrza Polski:
- bieg na 400 metrów – 1927
- bieg na 800 metrów – 1925, 1926, 1927, 1928 i 1929
- bieg na 5000 metrów – 1923
- bieg na 110 metrów przez płotki – 1926
- bieg na 400 metrów przez płotki – 1924, 1925, 1926, 1927, 1928, 1929 i 1934
- bieg na 3000 metrów z przeszkodami – 1929
- bieg na 3000 metrów drużynowo – 1924
- sztafeta 4 × 100 metrów – 1924, 1926, 1929 i 1934
- sztafeta 4 × 400 metrów – 1924, 1925, 1926, 1927, 1928 i 1937

Ponadto zdobył czternaście medali srebrnych i trzy brązowe. W okresie dwudziestolecia międzywojennego zdobył najwięcej medali w mistrzostwach Polski. 
Również 27 razy ustanawiał lekkoatletyczne rekordy Polski w biegach na 400 metrów, 800 metrów, 1500 metrów, 2000 metrów, 110 metrów ppł., 400 metrów ppł. oraz w sztafetach. 1 września 1929 ustanowił rekord w biegu przez płotki na 400 metrów który przetrwał  do 11 września 1954 roku. W latach 1927–1937 18 razy wystąpił w meczach międzypaństwowych reprezentacji Polski.
Dwukrotnie startował w igrzyskach olimpijskich. W Paryżu w 1924 wystąpił na 800 i 1500 metrów, a w Amsterdamie w 1928 na 400 metrów, 400 metrów ppł. i w sztafecie 4 × 400 metrów. Z wyjątkiem biegu na 400 metrów przez płotki, gdzie doszedł do półfinału, odpadał w przedbiegach.
Znaczące sukcesy odnosił na Akademickich Mistrzostwach Świata. Podczas Letnich Mistrzostw Świata Studentów w 1924 w Warszawie zwyciężył na 800 metrów, 400 metrów ppł., 3000 metrów drużynowo oraz sztafetach 4 × 100 i 4 × 400 metrów. Zdobył także srebrne medale na 3000 metrów i w sztafecie 100+200+400+800 metrów oraz brązowy medal na 1500 metrów. Na mistrzostwach w Rzymie w 1927 zdobył brązowe medale na 110 metrów ppł. i w sztafecie 4 × 400 metrów, a w Paryżu w 1928 srebrny medal na 400 metrów ppł..
Rekordy życiowe:
- bieg na 200 metrów – 23,8
- bieg na 400 metrów – 50,0
- bieg na 800 metrów – 1:55,0
- bieg na 1500 metrów – 4:10,0
- bieg na 5000 metrów – 16:56,8
- bieg na 110 metrów przez płotki – 15,9
- bieg na 400 metrów przez płotki – 54,2

W 1. Plebiscycie Przeglądu Sportowego (1926) zajął 4. miejsce. W 1927 był trzeci, w 1928 i w 1929 czwarty, a w 1933 siódmy.

### Koszykówka
Uprawiał także koszykówkę. W 1924 wszedł w skład pierwszej drużyny AZS Warszawa. W 1928 zdobył mistrzostwo Warszawy. W styczniu 1930 grał w pierwszym międzynarodowym meczu koszykówki rozegranym w Polsce przeciwko Latwijas Uniwesitetas Student Padome Ryga. Udzielał się społecznie w sekcjach gier sportowych AZS.

### Wojna i dalsze losy
Walczył w wojnie obronnej w stopniu podporucznika. Był internowany na Węgrzech, brał udział w walkach we Francji w 1940, a następnie walczył w szeregach 1 Dywizji Pancernej. Osiągnął stopień kapitana. Za czyny bojowe został odznaczony Krzyżem Walecznych.
Po II wojnie światowej nie wrócił do Polski. Mieszkał początkowo w Wielkiej Brytanii, a następnie w Kanadzie, gdzie pracował jako architekt w mieście Galt (obecnie Cambridge). Tam zmarł.

## Ordery i odznaczenia
- Krzyż Walecznych
- Srebrny Krzyż Zasługi (19 marca 1931)[5]